# Єзерця
Єзерця (словен. Jezerca) — мале поселення над м. Кобарид в общині Кобарид, Регіон Горишка, Словенія. Висота над рівнем моря: 529,2 м.